# Posidonie

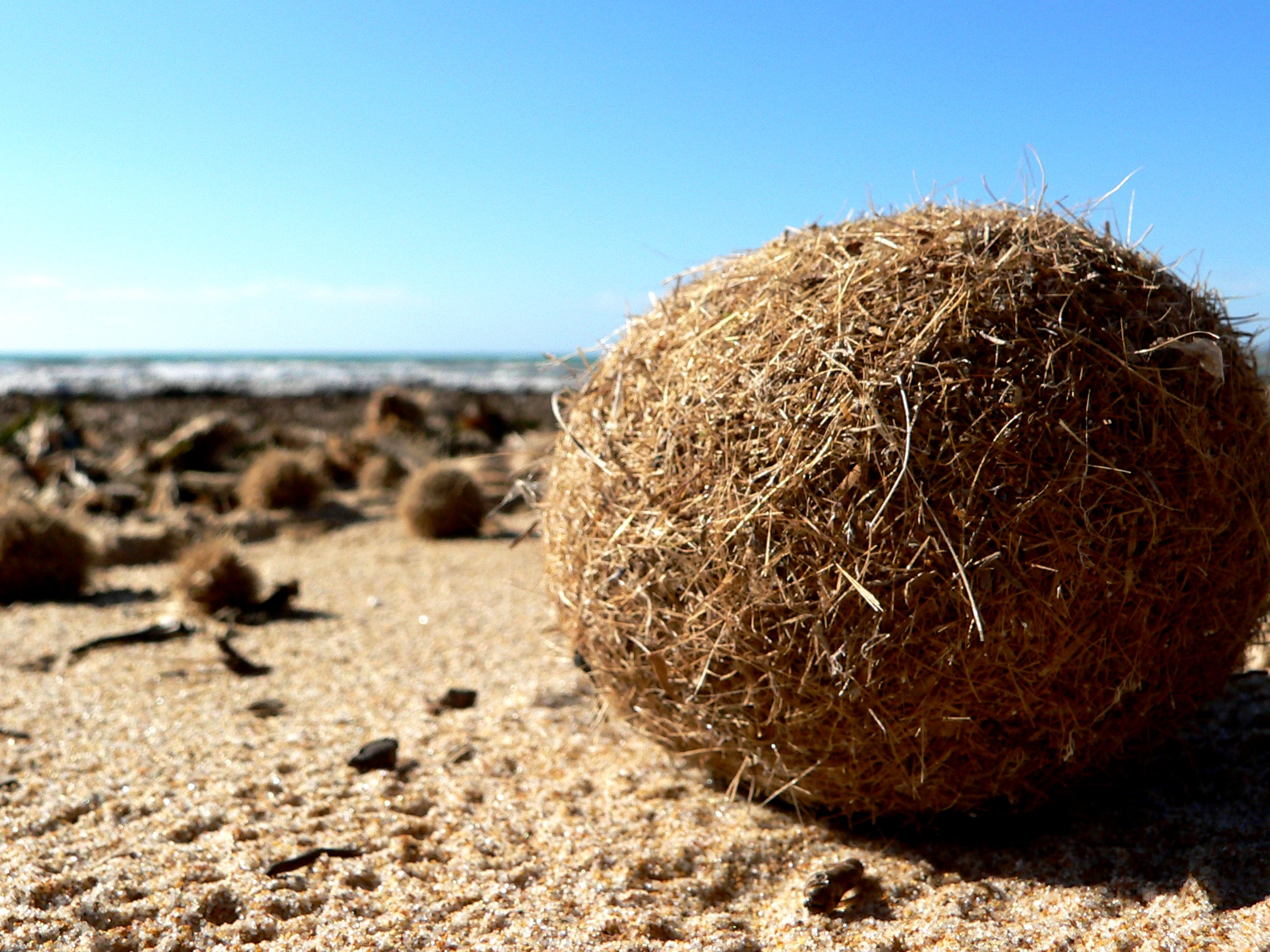
Příbojové baly, vzniklé z vymacerovaných cévních svazků posidonie mořské

Posidonie (Posidonia) je jediný rod čeledi posidoniovité jednoděložných rostlin. Jsou to ponořené mořské byliny kořenící ve dně, řazené do skupiny tzv. mořských trav. Květy jsou drobné a nenápadné, bezobalné, ve stopkatém květenství. Pyl je vláknitý a přenášen vodou. Rostliny se vegetativně rozrůstají a vytvářejí rozlehlé porosty, „podmořské louky“. Rod zahrnuje 9 druhů. Posidonie mořská se vyskytuje ve Středomoří, všechny ostatní druhy jsou endemity Austrálie (včetně Tasmánie).
Vyplavené zbytky posidonie mořské byly v minulosti používány jako izolační a vycpávkový materiál.

## Popis
Posidonie jsou jednodomé, vytrvalé, ponořené mořské rostliny kořenící ve dně, s plazivými, bylinnými až dřevnatými, monopodiálně větvenými oddenky pokrytými šupinami. Z oddenků vyrážejí postranní výhony, zakončené svazky dvojřadě uspořádaných listů. Listy jsou jednoduché, střídavé, přisedlé, s listovými pochvami a ligulou. Čepel listu je čárkovitá, jednožilná nebo se souběžnou žilnatinou, celokrajná.
Květy jsou drobné, oboupohlavné nebo oboupohlavné a pouze samčí, bezobalné, uspořádané ve stopkatých, vrcholičnatých květenstvích. Tyčinky jsou 3, s přisedlými prašníky. Gyneceum je monomerické, tvořené jediným plodolistem, svrchní. Blizna je diskovitá, nepravidelně laločnatá. Plod je jednosemenný, s dužnatým, pukavým oplodím. Semeno je celé vyplněné embryem.

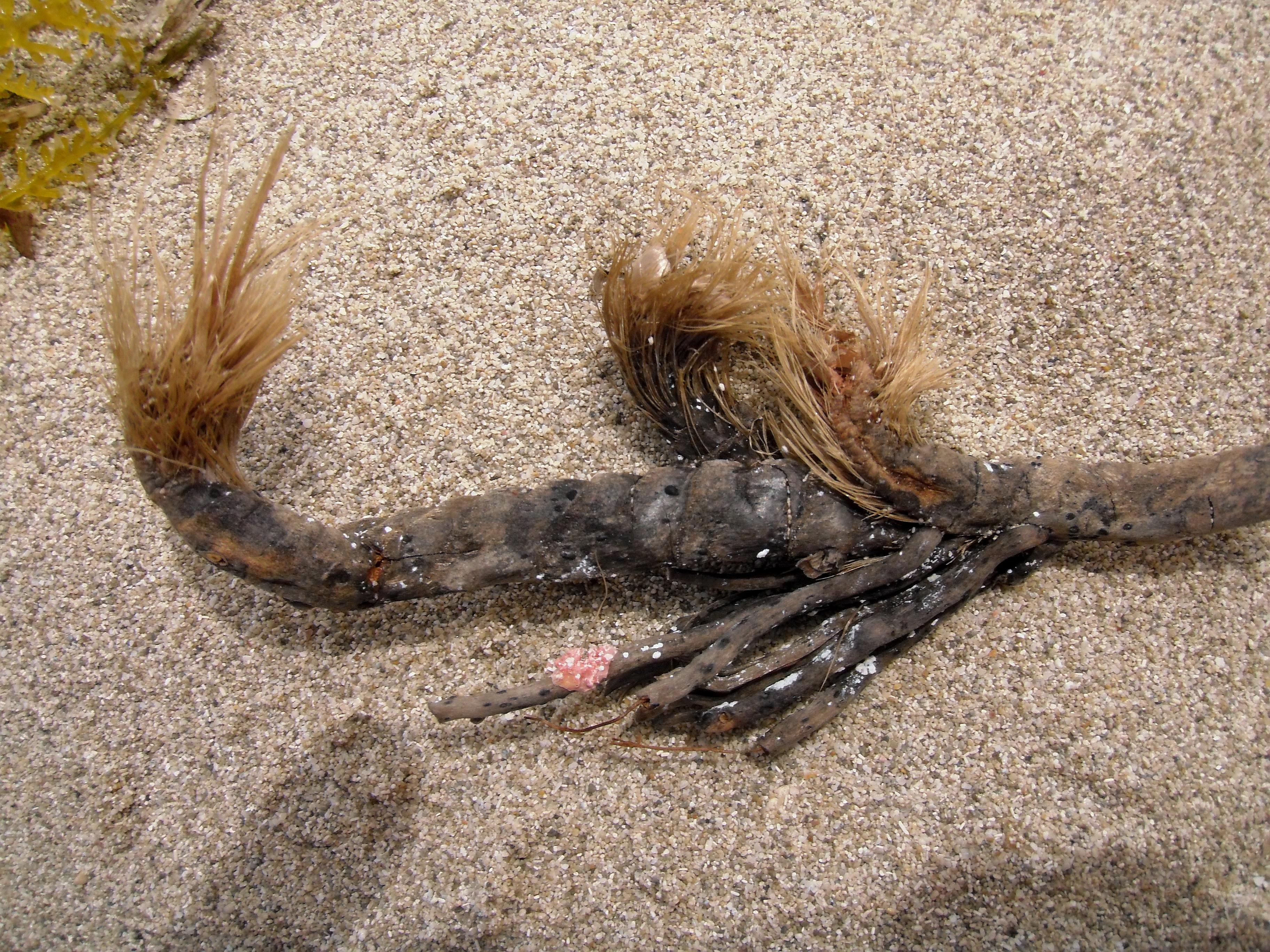
Vyplavený oddenek posidonie mořské se zbytky listových pochev
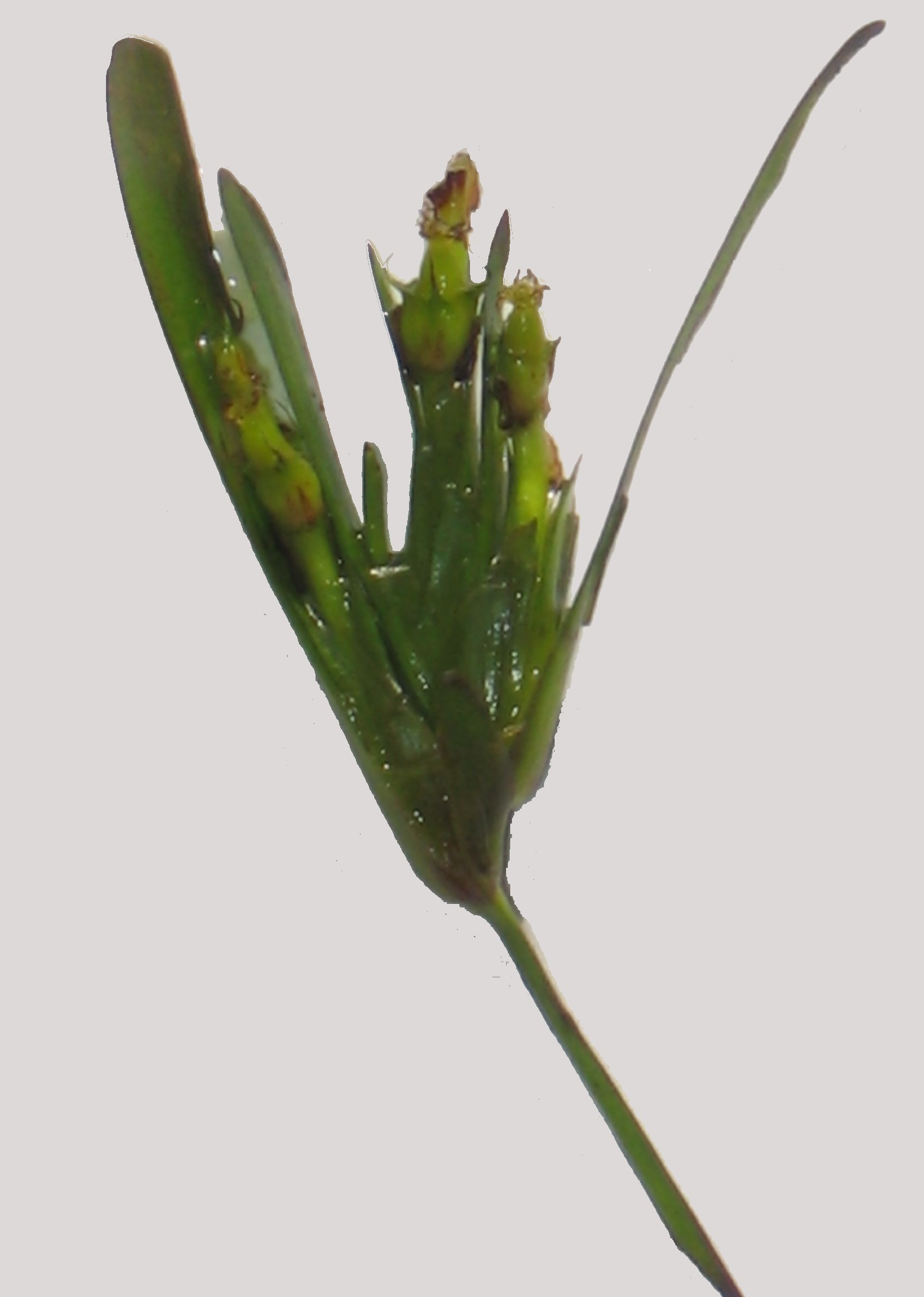
Detail květenství posidonie mořské
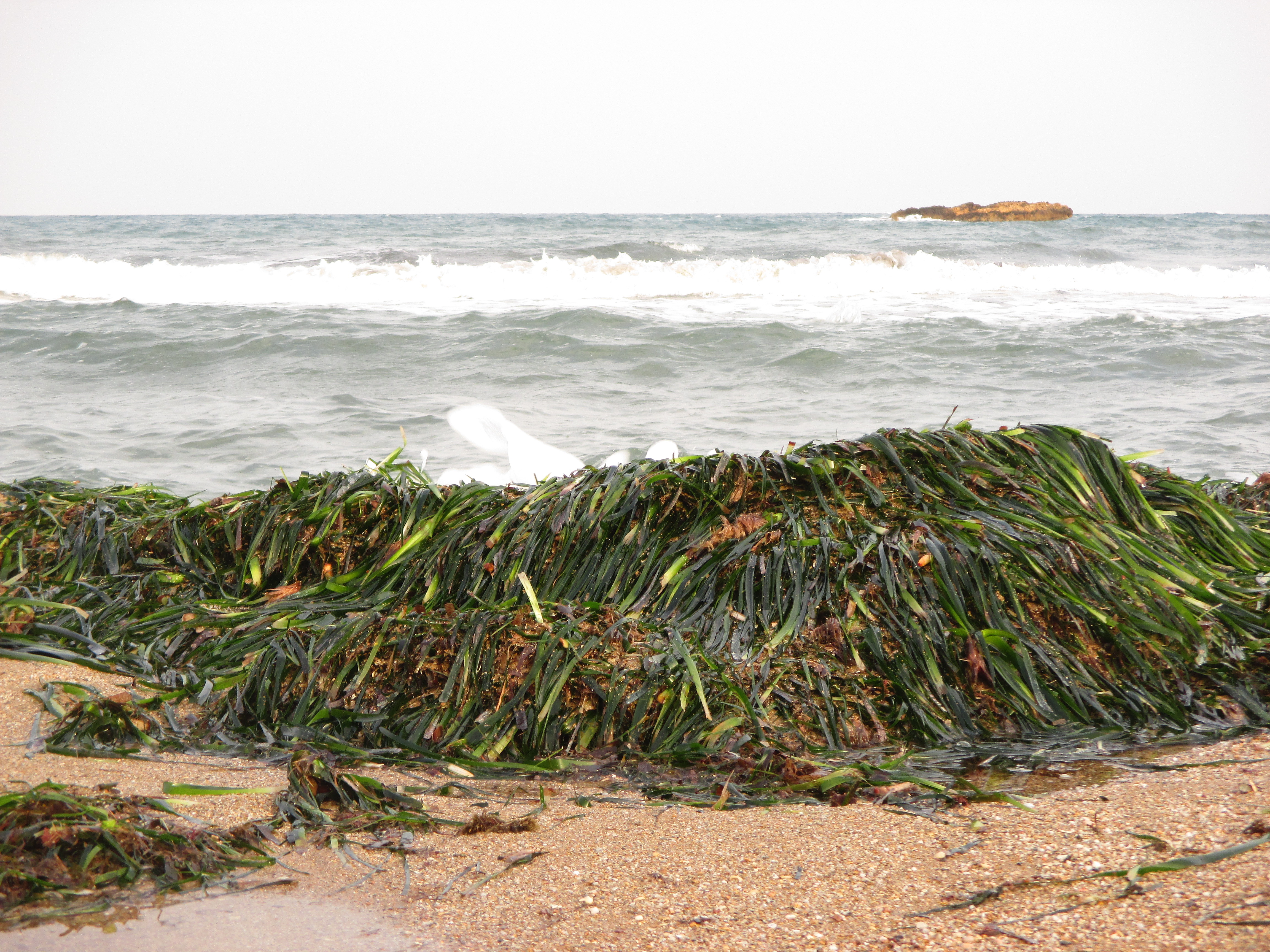
Shluky posidonie mořské vyplavené na pobřeží

## Etymologie
Rod byl pojmenován podle starořeckého boha moří Poseidóna (řecky Ποσειδῶν).

## Rozšíření
Rod posidonie zahrnuje 9 druhů a je rozšířen v temperátních až subtropických oblastech Středomoří a Austrálie. Posidonie mořská (Posidonia oceanica) se vyskytuje jako běžný druh při pobřežích v celém Středomoří. Všechny zbývající druhy rodu posidonie jsou endemity Austrálie (včetně Tasmánie). Největší areál z nich má druh Posidonia australis, který se vyskytuje v západní, jižní a jihovýchodní Austrálii a na severní Tasmánii. Na sever Tasmánie zasahuje také Posidonia angustifolia. Zbývající druhy jsou svým výskytem omezeny na pobřeží jižní a západní Austrálie. Největší porosty posidonií a rovněž jedny z nejrozsáhlejších podmořských luk na světě vůbec jsou při pobřežích západní Austrálie.
Druh Posidonia australis je v některých zdrojích uváděn i z čínského ostrova Chaj-nan. Přezkoumání herbářových položek však ukázalo, že rostliny byly špatně určeny a jedná se o druh Enhalus acoroides z čeledi voďankovité.
Druhy ze skupiny Posidonia australis (P. australis, P. angustifolia a P. sinuosa) rostou v relativně chráněných příbřežních vodách, kde vytvářejí rozsáhlé, jednodruhové porosty. Tyto druhy mají poměrně krátké, tenké a měkké listy. Naproti tomu druhy z okruhu Posidonia ostenfeldii (P. ostenfeldii, P. robertsoniae, P. denhartogii, P. coriacea a P. kirkmanii) rostou na otevřeném moři a v sublitorálních společenstvech. Mají velmi dlouhé, tuhé a tlusté listy s až 25 cm dlouhými pochvami.
Posidonie vyžadují velmi čistou a dosti slanou vodu, proto nerostou v okolí ústí řek. Posidonie mořská roste v hloubkách až 50 metrů.

## Ekologické interakce
Posidonie mají podobně jako zástupci čeledi Cymodoceaceae vláknitý pyl, který postrádá tvrdý vnější obal (exinu), charakteristický pro pylová zrna převážné většiny semenných rostlin. Pylová vlákna se po uvolnění z prašníků formují do řídkých shluků, které jsou o něco málo těžší než voda, vlivem turbulencí v mořské vodě však po nějaký čas volně plavou. Pokud přijde pyl do kontaktu se vzduchovými bublinami, vyplouvá k hladině.
Posidonie se intenzivně rozmnožují vegetativním způsobem a vytvářejí rozlehlé porosty („podmořské louky“).
Plody posidonie mořské mají houbovité oplodí a mohou po uvolnění od rostliny plavat několik hodin až dní na mořské hladině. Poté pukají, semeno vypadává a klesá ke dnu, kde ve vhodných podmínkách rychle zakoření. Semeno nemá dormanci a záhy klíčí. Semena zůstávají ještě rok nebo dva připojená k vyklíčené rostlině, jsou zelená a pomáhají mladé rostlině s fotosyntézou. U posidonie mořské bylo zjištěno, že se semeno podílí na tvorbě asi 30 % listové biomasy a více než 40 % biomasy kořenů mladé rostliny. Tento neobvyklý fenomén se vyskytuje i u australských druhů, což svědčí o značném stáří dané adaptace, pocházející od společného předka.
Posidonie potřebují méně živin (dusík, fosfor, železo aj.) než řasy, což jim v živinami chudých vodách skýtá konkurenční výhodu. Navíc ukládají živiny v tlustých oddencích a v období růstu je mohou využít. V eutrofizovaných vodách však jejich listy pokrývají nárůsty řas a fytoplanktonu, které je zastiňují a přitahují různé herbivory, jako jsou například ježovky, které mohou v extrémních případech zbavit celý porost listů. Porosty také negativně ovlivňuje spad organického materiálu na mořské dno.

## Prehistorie
Posidonie je vývojově poměrně starý rod. K nejstarším fosilním nálezům náleží
Nejstarší známý druh je †Posidonia cretacea, jehož fosílie byly objeveny v Německu a jsou datovány do období křídy. Z období eocénu je z Pařížské pánve znám druh †Posidonia parisiensis (syn. P. perforata).
Recentní posidonie mají neobvyklý areál, neboť se vyskytují pouze ve Středomoří a Austrálii. Tato disjunkce je vysvětlována kontinentálním driftem. V období křídy byla Austrálie podstatně blíže Evropě než dnes, a tvořila jeden ze břehů druhohorního moře Tethys. V průběhu miliónů let se kontinenty od sebe rozestoupily a druh Posidonia cretacea se v australské oblasti diverzifikoval, zatímco ve Středomoří se z něj vyvinul druh Posidonia oceanica.

## Taxonomie
Čeleď Posidoniaceae je řazena do řádu Alismatales. Je součástí monofyletické větve, zahrnující vodní čeledi Posidoniaceae, Ruppiaceae a Cymodoceaceae. Ve starších taxonomických systémech byla čeleď Cymodoceaceae řazena zpravidla do řádu Najadales (Cronquist, Dahlgren) či samostatného řádu Posidoniales (Tachtadžjan) v rámci podtřídy Alismatidae.

## Zástupci
- posidonie mořská (Posidonia oceanica)

## Význam
Opad z posidonie mořské byl v minulosti používán např. k vycpávání slamníků, podestýlce pro dobytek, jako izolační a vycpávkový materiál. Protože se používal k balení skla, vžil se pro něj název sklářská řasa. Materiál odpuzuje štěnice. Listy obsahují hodně tříslovin a mají proto svíravé a antiseptické účinky. V některých oblastech Středomoří sloužil popel z rostlin k obohacení půdy minerálními látkami a ve směsi s hnojem jako hnojivo. V dobách nedostatku sloužily rostliny jako krmivo pro domácí zvířata. Plody jsou známy jako mořské olivy, jedlé však nejsou. Na plážích Středomoří se lze často setkat s vláknitými koulemi, které příboj uválí z vymacerovaných cévních svazků listových pochev posidonie mořské. Těmto útvarům se říká příbojové baly.